# Ataque aéreo H-3
O ataque aéreo H-3 (em persa: عملیات اچ۳) foi um ataque surpresa realizado pela Força Aérea da República Islâmica do Irã durante a Guerra Irã-Iraque, em 4 de abril de 1981, contra a Força Aérea Iraquiana na Base Aérea H-3 (no oeste do Iraque). Os iranianos destruíram pelo menos 48 aeronaves iraquianas em solo, sem sofrer perdas. Com base nos resultados alcançados, é considerado um dos ataques mais bem-sucedidos da história da guerra aérea.

## Operação

### O alvo
A Base Aérea H-3 consiste em três partes: H-3 "Main" (também conhecida como Al-Walid, الوليد), H-3 Noroeste e H-3 Sudoeste. Fica próxima à cidade de Al Walid, perto da rodovia Bagdá–Amã, no Deserto de Al Anbar, no oeste do Iraque, perto da fronteira com a Jordânia, a cerca de 1 000 km da fronteira iraniana. Foi construída para garantir as fronteiras ocidentais do Iraque e também foi usada na Guerra do Yom Kippur em 1973. Segundo fontes iraquianas, durante a Guerra Irã-Iraque, essa base servia de apoio à Força Aérea Iraquiana e abrigava não mais do que alguns esquadrões de transporte e um esquadrão de MiG-21, além de Hawker Hunters aposentados.
A Força Aérea Iraniana recebera relatórios "confiáveis" de que o Iraque — reforçado pela chegada de grande quantidade de munição e peças sobressalentes do Egito, além da entrega de Mirage F1s da França e bombardeiros Tupolev Tu-22 da União Soviética — preparava uma grande ofensiva terrestre e aérea iminente contra o Irã. Segundo a inteligência iraniana, a Força Aérea Iraquiana havia transferido a maior parte de seus ativos valiosos para a base aérea de Al-Walid, localizada no complexo H-3. Fotografias aéreas enviadas pelos israelenses aos iranianos mostravam que a pista de H-3 tinha mais de cinquenta aeronaves de vários tipos espalhadas em área aberta, sem qualquer proteção.
Como parte das tentativas de Saddam Hussein de desferir uma ofensiva bem-sucedida contra o Irã na frente norte, entre 12 e 22 de março de 1981 o Iraque disparou dois foguetes 9K52 Luna-M superfície-superfície contra as cidades de Dezful e Ahvaz. Dias após esse ataque, comandantes da 31.ª e 32.ª Ala Tática de Caças da Base Aérea Shahrokhi (TAB 3, perto de Hamadan) planejaram um contra-ataque para reduzir a capacidade da Força Aérea Iraquiana.

### O ataque
Localizada a aproximadamente 1 500 km dos caças iranianos na Base Aérea de Shahrokhi, a base H-3 estava fora de alcance. Se fosse escolhida uma rota direta, as aeronaves iranianas precisariam sobrevoar Bagdá e realizar reabastecimento aéreo duas vezes em espaço aéreo iraquiano — inclusive uma vez perto de Bagdá, região fortemente protegida por defesa antiaérea.
Uma equipe de comandantes da Força Aérea Iraniana (incluindo o Cel. Ghasem Golchin, Cel. Bahram Hooshyar e Cel. Fereydoun Izadseta) elaborou, então, um plano de surpresa mais complexo. Oficiais superiores iranianos concluíram que havia menor atividade aérea iraquiana no norte do Iraque, e decidiram abordar o alvo por essa direção. Para aumentar as chances de sucesso, os comandantes iranianos escolheram voar para a região do Lago Úrmia primeiro, reabastecer no ar e, a partir dali, sobrevoar as montanhas na fronteira norte entre o Iraque e a Turquia, mantendo altitude abaixo de 300 ft (100 m) para evitar os radares iraquianos e turcos. Essa rota totalizava cerca de 3 500 km. Mesmo assim, os Phantoms não poderiam atingir o alvo sem reabastecer várias vezes no ar.
A 31.ª e a 32.ª Alas Táticas de Caças (TFW) empregaram oito F-4E Phantom, quatro F-14A Tomcat, um Lockheed C-130H Khofaash, um Boeing 747 como posto de comando aéreo (para monitorar comunicações iraquianas e atuar como retransmissor entre os atacantes e o QG da Força Aérea Iraniana) e dois aviões-tanque (Boeing 707 e Boeing 747) para reabastecimento aéreo.

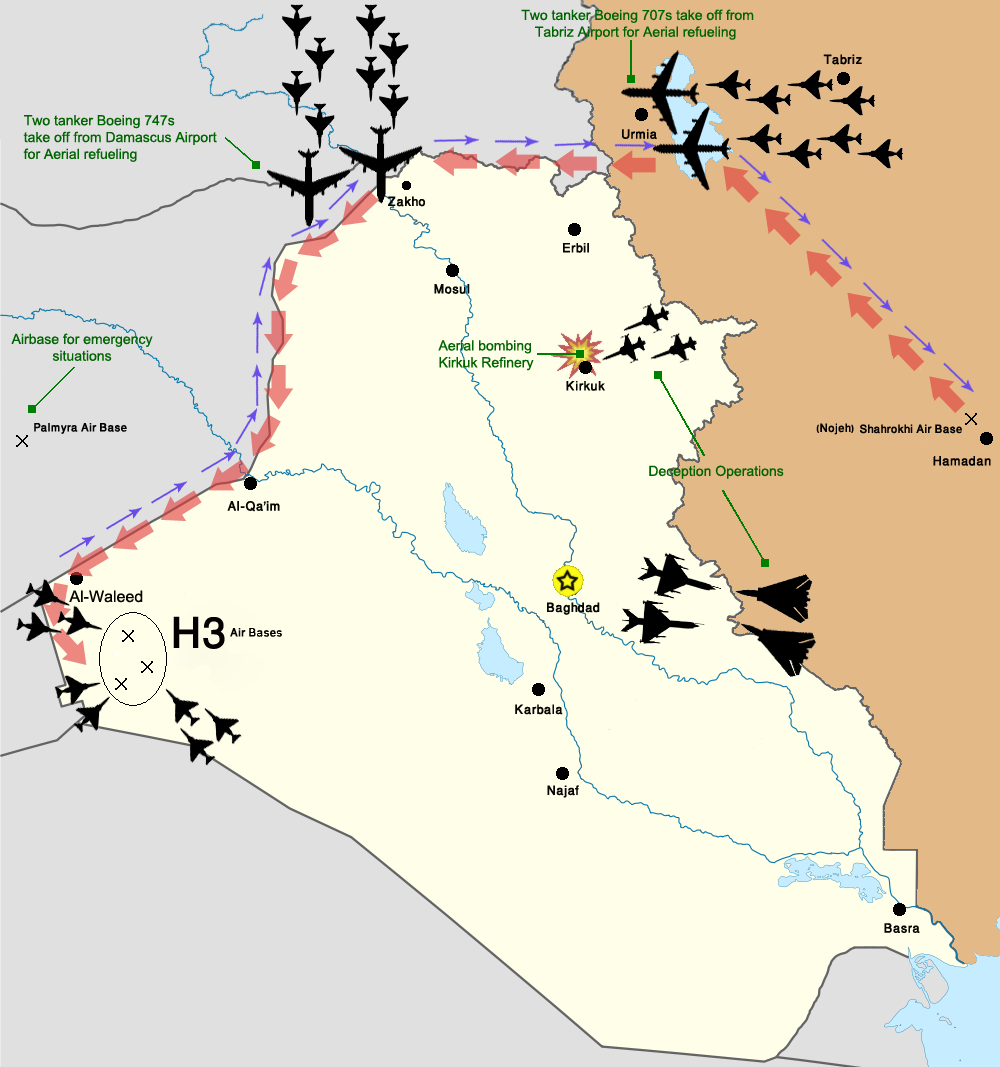
Mapa da operação, mostrando as aeronaves envolvidas e sua rota.

A operação começou às 10h30 de 4 de abril de 1981. Uma formação de oito F-4 Phantoms (incluindo seis F-4E e dois F-4D), acompanhada por duas aeronaves de reserva, decolou da Base Aérea Hamedan (TAB 3) e seguiu em direção ao Lago Úrmia, onde reabasteceu em espaço aéreo amigo, cruzando em seguida o Iraque. As duas aeronaves de reserva retornaram. Um par de F-14 Tomcats patrulhou a região horas antes e depois do início do ataque para impedir eventuais interceptações pela Força Aérea Iraquiana. Enquanto isso, três Northrop F-5E provenientes da Base Aérea Tabriz (TFB.2) realizaram ataques de distração contra a Base Aérea Hurriya, perto de Kirkuk, com resultados desconhecidos, mas certamente chamando a atenção iraquiana para longe dos Phantoms. O C-130H voava próximo à fronteira entre Irã e Iraque. Já os dois aviões-tanque, que já haviam sido enviados à Síria, decolaram de um aeroporto sírio e depois desviaram, em silêncio total de rádio, das rotas comerciais internacionais, aparentando seguir para o Irã. Voando a baixíssima altitude pelo sul da Turquia e leste da Síria, cruzaram o noroeste montanhoso do Iraque e finalmente se juntaram aos Phantoms no deserto ocidental iraquiano. Cada Phantom reabasteceu quatro vezes com os aviões-tanque, a apenas 300 ft (100 m) de altitude, prática muito arriscada e distante dos padrões de segurança (normalmente o reabastecimento ocorre a 22,000 pé (6,706 m)). Isso foi feito para evitar detecção pelos radares iraquianos; ainda assim, os caças chegaram a aparecer por breves momentos nos radares, mas foram confundidos com aeronaves turcas em patrulha na fronteira. O coronel Izadseta supervisionou a operação a partir de um Boeing 747 de comando, voando no espaço aéreo da Síria. O aeroporto sírio de Palmyra poderia ser usado em caso de pouso de emergência.
Ao se aproximarem das bases aéreas, os Phantoms dividiram-se em dois grupos, “Alvand” e “Alborz”. Dessa forma, o ataque ocorreu a partir de vários pontos contra o complexo H-3. Eles bombardearam as três pistas do complexo. Obtendo completa surpresa, os caças efetuaram múltiplas passadas contra as bases. Ambas as pistas em Al-Walid foram alvo para impedir decolagens iraquianas. Bombas de fragmentação do segundo grupo de Phantoms danificaram três grandes hangars. Os Phantoms puderam atacar diversos alvos com disparos de canhão. Ao fim do ataque do segundo grupo, as forças iraquianas não haviam respondido de forma coordenada. A eficácia da defesa antiaérea também foi prejudicada pelo fator surpresa. O Iraque decolou alguns aviões em tentativa fracassada de interceptar os jatos iranianos.
Após o ataque, a formação iraniana retornou às suas bases. Autoridades militares iranianas afirmaram que nenhum Phantom iraniano foi danificado.

### Baixas
A Força Aérea Iraniana alegou ter destruído um total de três Antonov An-12BP de transporte, um bombardeiro Tupolev Tu-16, quatro MiG-21, cinco Sukhoi Su-20/22, oito MiG-23, dois Mirage F1EQ (entregues poucas semanas antes) e quatro helicópteros, além de outros onze seriamente danificados, incluindo dois Tu-16. Dois pilotos iraquianos e quatorze militares morreram, juntamente com três oficiais egípcios e um alemão oriental, enquanto dezenove iraquianos, quatro egípcios e dois jordanianos ficaram gravemente feridos. Esse golpe reduziu a capacidade de retaliação do Iraque.
De acordo com a inteligência iraniana, havia antes do ataque pelo menos dois esquadrões equipados com dez Tu-22B e, no mínimo, seis Tupolev Tu-16 bombardeiros pesados, além de outras unidades com MiG-23BN e Su-20, escondidos em hangares. Isso, no entanto, foi contestado por oficiais iraquianos. Fontes iraquianas alegaram que apenas um MiG-21 foi danificado; os hangares atingidos estavam vazios no momento; e que os Tu-22 e Tu-16 se encontravam na Base Aérea de Tammuz (Al-Taqaddum Air Base) devido à guerra em curso com o Irã. O Iraque sustentou que os bombardeiros permaneceram em Tammuz até serem retirados de serviço pela Força Aérea Iraquiana no final dos anos 1980, sendo depois bombardeados em 1991 durante a Guerra do Golfo. O Iraque negou também a perda de caças Mirage F1, afirmando que todos estavam numa base construída especialmente para eles a pedido do governo francês. Essa base, chamada Base Aérea Saddam, ficava cerca de 300 km ao norte de Bagdá.
O comando de defesa aérea do Iraque alegou depois ter detectado a formação vinda da direção da Síria, a caminho do alvo, acompanhando os Phantoms por cerca de 67 minutos, embora os iranianos tenham alcançado surpresa total.

## Na cultura popular
The Attack on H3 (حمله به اچ۳), dirigido por Shahriar Bahrani em 1994, é um filme iraniano que retrata a operação.